# Toussaint Charbonneau
Toussaint Charbonneau (n. 20 martie 1767 — d. 12 august 1843) a fost un explorator și neguțător francezo-canadian, membru al expediției lui Lewis si Clark, dar și soțul lui Sacajawea.

## Primii ani
Charbonneau s-a născut în Boucherville, provincia Quebec într-o comunitate cu legături strânse în explorare și negoțul cu blănuri. Contrar convingerilor populare, Charbonneau a fost francez-canadian și nu Metis.
Străbunica sa a fost sora lui Jacques de Noyon, cel care a explorat regiunea Kaministiquia înainte de 1700. Alt membru de seama al acestei comunități a fost Boucher de Monbruen, cel care l-a ghidat pe americanul George Rogers Clark în Campania din Illinois, în timpul Războiului de Independență al Statelor Unite ale Americii, ajutând la slăbirea influenței britanice în valea râului Mississippi.

## Pe urmele lui Lewis și Clark
În iarnă, pe când expediția se pregătea de plecare, Charbonneau a început să se îndoiască de rolul său. A părăsit expediția spunând că nu este de acord să i se ceară să stea de pază, să facă muncă manuală, etc, însă, pe 17 Martie s-a întors la expediție și și-a cerut scuze, spunând că ar vrea să se alature iar, fiind reangajat ziua urmatoare.
Performanța sa în timpul expediției a fost bivalentă: Meriwether Lewis considerându-l „un om fără vreun merit special”, și mulți istorici l-au descris pe Charbonneau într-o lumină nefavorabilă, aparent din cauza faptului că a fost autorul unui viol.
Charbonneau a avut, totuși, câteva contribuții la succesul expediției. A fost de ajutor atunci când expediția a întâlnit vânători francezi, din Canada care foloseau capcane; a fost bucătar, una din rețetele lui fiind lăudate de membrii expediției. De asemenea, abilitatea lui de a negocia a fost de ajutor atunci când expediția a dobândit caii de care avea nevoie de la tabăra Shoshone.
1. ↑  Toussaint Charbonneau, Find a Grave, accesat în 9 octombrie 2017